# World Boxing Organization
Die World Boxing Organization (WBO) ist ein internationaler Boxverband, der offizielle Kämpfe ausrichtet und die Weltmeistertitel im Profiboxen verleiht. Die WBO gehört neben der World Boxing Association (WBA), dem World Boxing Council (WBC) und der International Boxing Federation (IBF) seit 2007 zu den vier großen Boxverbänden, deren Weltmeistertitel international anerkannt werden. Die WBO ist eine Non-Profit-Organisation mit Sitz in San Juan, Puerto Rico.

## Geschichte
Der Verband wurde gegründet, nachdem eine Gruppe Geschäftsleute aus Puerto Rico und der Dominikanischen Republik 1988 den jährlichen Kongress der World Boxing Association (WBA) auf Isla Margarita (Venezuela) verließ, da sie deren Regeln und Bewertungssysteme ablehnten.
Der erste Präsident der WBO war Ramon Pina Acevedo aus der Dominikanischen Republik. Kurz nach ihrer Gründung begann die WBO, Titelkämpfe auf der ganzen Welt auszurichten. In ihrem ersten Kampf ging es um den Titel im Super-Mittelgewicht; Thomas Hearns gewann gegen James Kinchen.
Um mehr Anerkennung zu erlangen, ernannte die WBO den ehemaligen Weltmeister im Halbschwergewicht, José Torres aus Ponce (Puerto Rico), zu ihrem neuen Präsidenten. Torres konnte den Einfluss der Organisation bedeutend vergrößern und trat sein Amt 1996 an Francisco Varcarcel (ebenfalls Puerto Rico) ab, der bis heute Präsident ist.
Die WBO sah in einem hart umkämpften Markt nur in Europa ausreichendes Potenzial und etablierte sich in den 1990ern vor allem über Promoter wie den Deutschen Klaus-Peter Kohl (Universum Box-Promotion) und Frank Warren (England). Das drückte sich darin aus, dass die Rangliste der WBO anfangs überwiegend Boxer europäischer Herkunft führte. Dadurch galten Titelträger der WBO häufig nicht als die „wahren Weltmeister“ der jeweiligen Gewichtsklasse. Boxer wie der exzentrische Brite Chris Eubank, der es verstand, Ereignisse groß zu inszenieren, machten die WBO zumindest in Europa bekannter. Doch auch Eubank stand sportlich immer im Schatten der großen Gegenweltmeister James Toney (IBF) und Michael Nunn (WBA).
Es gibt aber auch Gegenbeispiele. So wurde der Brite Naseem Hamed auch in den USA zum Star und behielt seinen WBO-Titel. Allerdings erreichte er seinen Ruf, der Beste seiner Gewichtsklasse zu sein, vor allem, indem er sich nicht auf seine Titelverteidigungen beschränkte, sondern auch den Vergleich mit den Weltmeistern der Konkurrenzverbände suchte. Ähnliches gilt für den Supermittelgewichtler Joe Calzaghe aus Wales. Er schlug 2006 den amerikanischen IBF-Titelträger Jeff Lacy und gilt unter vielen Experten als der stärkste Boxer seiner Gewichtsklasse.
Andere große Boxer, welche Weltmeister der WBO waren, legten ihre Titel erst nieder, um sich anschließend als Titelträger der anderen drei Verbände einen Namen zu machen. Óscar de la Hoya, der seine umfangreichen Titelsammlungen mit den WM-Titeln der WBO im Feder- bzw. Leichtgewicht begründete, wurde erst zum Superstar, nachdem er der Boxlegende Julio César Chávez den WBC-Titel entrissen hatte. Die darauf folgenden Titelverteidigungen gegen die Top-Leute der Boxszene wie Félix Trinidad, Ike Quartey, Pernell Whitaker oder Fernando Vargas führten schließlich dazu, dass de la Hoya weltweit eine Popularität genießt, welche sonst nur noch einigen Boxern der Schwergewichtsszene vorbehalten ist.
In den letzten Jahren hat die WBO viel erreicht, was die Etablierung als Weltverband neben der IBF (USA), der WBA (Venezuela) und dem WBC (Mexiko) betrifft. Trotzdem wird vor allem in den USA noch immer die WBO nicht auf Augenhöhe mit den anderen Weltverbänden gesehen. Ein anschauliches Beispiel bildet die Königsklasse, das Schwergewicht. Seit Gründung der WBO haben, bis auf wenige Ausnahmen, die populärsten Schwergewichtsboxer ihrer Zeit wie Mike Tyson, Lennox Lewis oder Evander Holyfield nie um den Gürtel der WBO gekämpft. Als es Ende der 1990er Jahre Bestrebungen gab, wieder einen gemeinsamen Champion zu küren, blieb der Titel der WBO unberücksichtigt. Lennox Lewis, der schließlich als großer Gewinner daraus hervorging, hatte als offizieller Weltmeister aller Verbände „nur“ die Titel von IBF, WBC und WBA inne. Das Gleiche gilt auch für Evander Holyfield und Riddick Bowe, welche ebenfalls Anfang der Neunziger jeder für sich die Titel der großen Verbände zusammengehalten hatten. Bowe hat zumindest einige Jahre nach seiner Zeit als „unumschränkter Weltmeister“ den Titel der WBO gegen Herbie Hide gewonnen und einmal verteidigt, bevor er ihn freiwillig niederlegte.
Die WBO setzte Darrin Morris im Jahre 2001 um zwei Plätze in ihrer Super-Mittelgewicht-Rangliste nach oben, obwohl er schon tot war. Als er starb, war Morris auf Platz sieben; als die WBO den Fehler bemerkte, war er auf Platz fünf. WBO-Chef Varcarcel sagte: „Wir haben offensichtlich nicht mitbekommen, dass Darrin tot war. Das ist bedauerlich.“ Morris hatte in drei Jahren nur einen Kampf absolviert, in dem er einen Boxer mit einer Kampfstatistik von 15 Siegen in 78 Kämpfen besiegte.

## WBO World Champions
Die WBO verleiht dem Titel World Champion (abgekürzt: Champion) an die Sieger von Titelkämpfen in den verschiedenen Gewichtsklassen. Champions müssen ihren Titel ähnlich wie in anderen Verbänden innerhalb von neun Monaten verteidigen (Pflichtverteidigung). Ausnahme ist hier das Schwergewicht, bei dem die Pflichtverteidigung innerhalb von 12 Monaten stattfinden muss. Der Gegner einer Pflichtverteidigung wird vom Championchip Commitee bestimmt und ist in der Regel der in der WBO-Rangliste der entsprechenden Gewichtsklasse Führende. Verteidigt ein Champion seinen Titel nicht in der vorgegebenen Zeit, kann er ihm vom Championchip Commitee entzogen werden.
WBO Champions sind oder waren unter anderem: Marco Antonio Barrera, Nigel Benn, Riddick Bowe, Lamon Brewster, Chris Byrd, Joe Calzaghe, Hector Camacho Sr., Michael Carbajal, Steve Collins, Diego Corrales, Óscar de la Hoya, Chris Eubank, Tyson Fury, Naseem Hamed, Thomas Hearns, Bernard Hopkins, Vitali Klitschko, Wladimir Klitschko, Gerald McClellan, Ray Mercer, Dariusz Michalczewski, Michael Moorer, Tommy Morrison, Alex Sánchez, Corrie Sanders, Herbie Hide, Marco Huck, Susi Kentikian, Ina Menzer, Robert Stieglitz, Arthur Abraham, Ramona Kühne und Raja Amasheh.

## WBO Super Champions
Das Exekutivkomitee der WBO kann auf Vorschlag des Championship Commitee der WBO einen Boxer zum WBO Super Champion ernennen. Die Nominierung für diesen Status ist dabei an bestimmte Kriterien gebunden. Ein Anwärter muss seinen WBO Meistertitel mindestens zehn Mal erfolgreich verteidigt haben oder, bei geringerer Anzahl erfolgreicher Titelverteidigungen, diese gegen Gegner hoher Reputation oder sportlicher Qualität erreicht haben. Zusätzlich berücksichtigt die WBO bei der Nominierung die Amateurkarriere und die Anzahl der Titel in verschiedenen Gewichtsklassen oder Verbänden. Entschieden wird die Ernennung durch Abstimmung innerhalb des Exekutivkomitees.
Der Status des WBO Super Champions ist mit bestimmten Privilegien verbunden. So kann das Championship Commitee auf Anfrage den Zeitraum für die Pflichtverteidigung innerhalb der WBO verlängern, um beispielsweise dem Super Champion die Möglichkeit zu geben, einen Vereinigungskampf zu bestreiten. Sie kann ihn zum Pflichtherausforderer in einer anderen Gewichtsklasse der WBO oder der eigenen Gewichtsklasse ernennen. Letzteres ist üblicherweise der Fall, wenn ein Super Champion einen Champion-Titel verloren hat und diesen in einem direkten Rückkampf zurückerobern möchte.
Im Gegensatz zur WBA, bei der die Ernennung eines Boxers zum WBA Super Champion in einer Gewichtsklasse den Champion-Titel in dieser Klasse vakant werden lässt, gibt es bei der WBO pro Gewichtsklasse immer nur einen Titelträger.
WBO Super Champions sind oder waren unter anderem: Marco Huck, Sergey Kovalev, Wladimir Klitschko, Óscar de la Hoya und Dariusz Michalczewski.